# Agrilus alashanensis
Agrilus alashanensis (лат.) — вид узкотелых жуков-златок.

## Распространение
Россия (Бурятия, Забайкалье, Тува), Китай, Монголия.

## Описание
Длина тела взрослых насекомых (имаго) 6,2—7,8 мм. Отличаются конвергентными маргинальным и субмаргинальными килями сходящимися в задних углах. Пронотум с заострёнными килевидными предплечьями (прехумерами), достигающими почти половины длины переднеспинки. Тело узкое, основная окраска со спинной стороны тёмно-бронзовая с зеленоватым отблеском. Переднегрудь с воротничком. Боковой край переднеспинки цельный, гладкий. Глаза крупные, почти соприкасаются с переднеспинкой. Личинки развиваются на различных лиственных деревьях. Встречаются с июня по июль на высотах от 1000 до 1630 м. Валидный статус был подтверждён в ходе ревизии, проведённой в 2011 году канадскими колеоптерологами Эдвардом Йендеком (Eduard Jendek) и Василием Гребенниковым (Оттава, Канада).